# FMC XR311
Le XR311 était un prototype de véhicule militaire d'origine américaine, auquel fut donné le surnom de « G.I. Hotrod ». Il fut conçu et développé par la firme FMC Technologies, en partenariat avec le constructeur automobile Chrysler.

## Développement

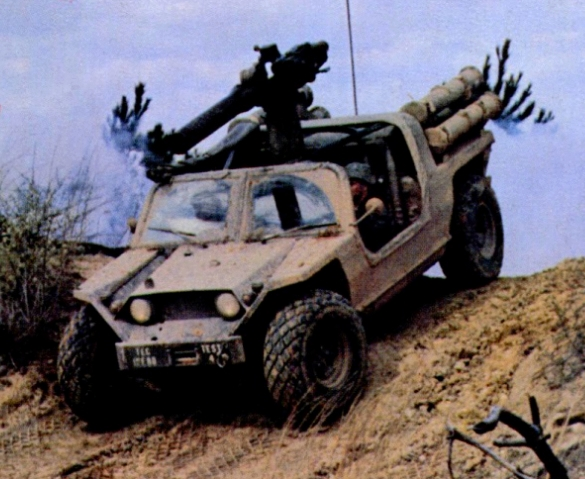
Essais tous terrains, en 1972, de la version équipée d'un lance-missile TOW.

Le développement du XR311 commença sur une initiative privée en 1969, le premier des deux prototypes étant achevé en 1970.
À la suite des essais de ces 2 prototypes, l'United States Army commanda 10 exemplaires améliorés de seconde génération, en 1971. Sur ces 10 véhicules, 4 avaient un support pour lance-missile TOW à des fins de lutte antichar, 3 possédaient une mitrailleuse cal.50 Browning M2 pour une utilisation dans des missions de reconnaissance, et les 3 restants étaient équipés d'une mitrailleuse M60 en 7,62 mm et d'un kit de blindage pour l'équipage, afin de remplir des rôles d'escorte/protection.
Ces essais furent achevés en 1972. Ils furent ensuite testés par la 2e division blindée. En 1974, ils furent également testés en parallèle avec d'autres véhicules, au cours de la deuxième compétition des véhicules de éclaireurs de reconnaissance blindés. Il avait été établi qu'un XR311 équipé d'un lance-missile TOW coûtait aux alentours des 50 000 $. Il avait été conçu pour pouvoir convenir à une grande variété de rôles, de la lutte antichar à la reconnaissance, en passant par l'escorte de convois, le commandement, l'évacuation médicale, la police militaire, l'installation de mortiers ou le relais de communications pour la défense aérienne intérieure.

## Caractéristiques
Le XR311 est construit autour d'une structure tubulaire en acier, qui joue le rôle d'arceau-cage et protège les passagers si le véhicule effectue un tonneau. Cette cage est recouverte d'une feuille métallique de forte épaisseur.
Si nécessaire, un treuil électrique d'une capacité de 5 000 kg peut être fixé à l'avant du véhicule, et le pare-brise peut être retiré.
Le compartiment passagers est au centre de la structure, avec le conducteur à gauche et deux sièges pour passagers à sa droite. Il y a de la place pour 930 dm3 de cargo derrière eux. Le moteur et sa transmission sont à l'arrière de la structure, et un espace situé sur le capot accepte de supporter des charges pouvant atteindre une valeur maximum de 386 kg. Une plaque occupant toute la longueur du véhicule est placée sous le plancher et permet au véhicule de glisser au-dessus des obstacles sans endommager ses organes internes.
La transmission est de type automatique et de marque Chrysler, une A-727 à convertisseur de couple comprenant trois vitesses AV + une marche AR. Le XR311 est un véhicule de type « 4x4 permanent », utilisant des différentiels à glissement limité sur ses axes avant, arrière et central. Ils permettent de redistribuer automatiquement le couple vers les roues qui ont le plus d'adhérence lors d'un patinage excessif.
La suspension est à quatre roues indépendantes et à double triangulation, l'absorption des chocs étant réalisé par des barres de torsion et des amortisseurs hydrauliques télescopiques. Une barre stabilisatrice est fournie pour la suspension arrière et la direction est dotée d'une assistance.
Les pneus, de type tubeless (sans chambre à air), sont gonflés à haute pression et équipés d'un tube interne, leur permettant de se regonfler et d'éviter les pertes de pression lors des virages appuyés à haute vitesse. Ils sont aussi auto-nettoyants et chaque roue est freinée par un frein à disque.
Le système électrique est en 24 V continu et consiste en deux batteries de 45 A.h et un alternateur/redresseur équipé d'un régulateur intégré.
Le XR311 est muni d'un pivot de remorquage pour charges lourdes, ainsi que du câblage électrique et de la prise qui lui sont associés. Il est aéro-transportable et peut être parachuté.

## Variantes

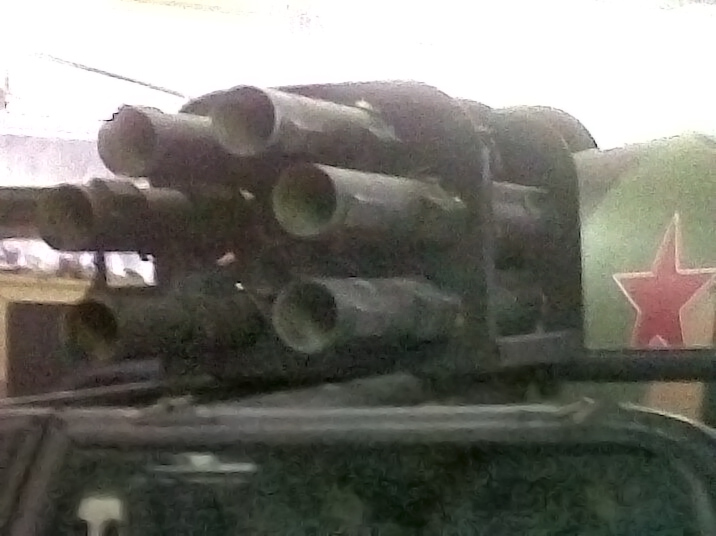
Vue en détail de la grappe de canons sans recul à six tubes de 106 mm.

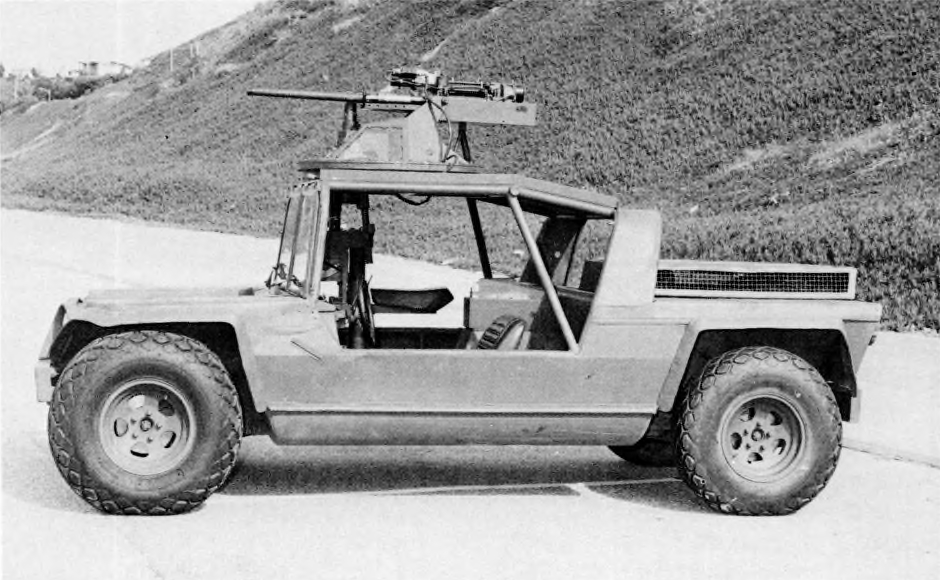
Un XR311 avec un prototype de chain gun M230 dessiné pour le AH-64 Apache en 1981.

Il existait de multiples variantes du XR311, chacune possédant un armement spécialisé :
- Antichar :

- Un canon sans recul à six tubes de 106 mm M40 recoilless rifle, monté sur le toit du compartiment équipage,

ou

- Une installation TOW (missile antichar), avec une provision de 10 missiles.
- Reconnaissance :

Équipé d'une mitrailleuse mitrailleuse Browning M2 en calibre .50, montée sur support circulaire pivotant sur 360°.
- Escorte de convois / Véhicule de sécurité :

Il pouvait être équipé d'une mitrailleuse sur pivot en 7,62 mm, d'un lance-grenades automatique XM174 et d'une grande variété d'armements similaires. Ces armes pouvaient aussi être employées sur la version de reconnaissance, en les plaçant sur le support circulaire.
Le Bureau de l’Infanterie a également testé le chain gun M230 de 30 mm en mars 1981 sur un FMC XR311.

## Kits optionnels
Les kits suivants étaient tous disponibles en option pour le véhicule de base :
- Kit de blindage pour le compartiment équipage : portes en acier à haute dureté, panneaux latéraux et plancher renforcés, cloison pare-feu, pare-brise et vitres latérales à l'épreuve des balles,
- Radiateur blindé,
- Réservoir blindé,
- Kit « top & doors » : hard-top et portes additionnelles en tissu imperméable avec charnières en plastique,
- Kits d'équipements de communications divers : comprenant des alternateurs de 100 ou 180 ampères,
- Kits de transport de civières,
- Kit de sièges démontables pour deux passagers supplémentaires,
- Réservoir et système de remplissage renforcés de mousse alvéolée résistante aux explosions,
- Pneus à carcasse radiale ou remplis de mousse balistique,
- Kits pour climats extrêmes (hivers rudes ou étendues désertiques),
- Caisse à outils et extincteur portable.

## Utilisateurs
Bien qu'au sein de l'armée il ne fut jamais admis au service en tant que véhicule de combat, il y eut au moins un des douze exemplaires qui eut une carrière opérationnelle civile comme véhicule de patrouille forestière au sein du parc d'état de Silver Lake, dans le Comté d'Oceana au Michigan.
Cet exemplaire, dont le numéro de série est le 11, est le onzième prototype à avoir été construit par la FMC. Afin de correspondre aux attentes des gardes forestiers qui en firent usage, il avait été largement modifié par les services techniques du Michigan Department of Natural Resources, qui l'avait acheté au début des années 1980. Il avait été équipé de sirènes, feux de détresse à forte puissance, radios à deux canaux et un projecteur à forte puissance orientable. Un toit en tissu imperméable fait sur-mesure et des panneaux latéraux en vinyle transparent avaient aussi été ajoutés pour permettre d'évoluer en conditions météo difficiles.
Plus tard au-cours de sa carrière, il fut repeint en vert foncé (« dark forest green »). À la fin de sa période de service, il fut remisé et atterrit dans un musée militaire du Wisconsin.